# ميخائيل بي. واتسون
ميخائيل بي. واتسون (بالإنجليزية: Michael B. Watson)‏ هو سياسي أمريكي، ولد في 19 سبتمبر 1961 في هوبويل في الولايات المتحدة. حزبياً، نشط في الحزب الجمهوري.